# Поверхневий натяг

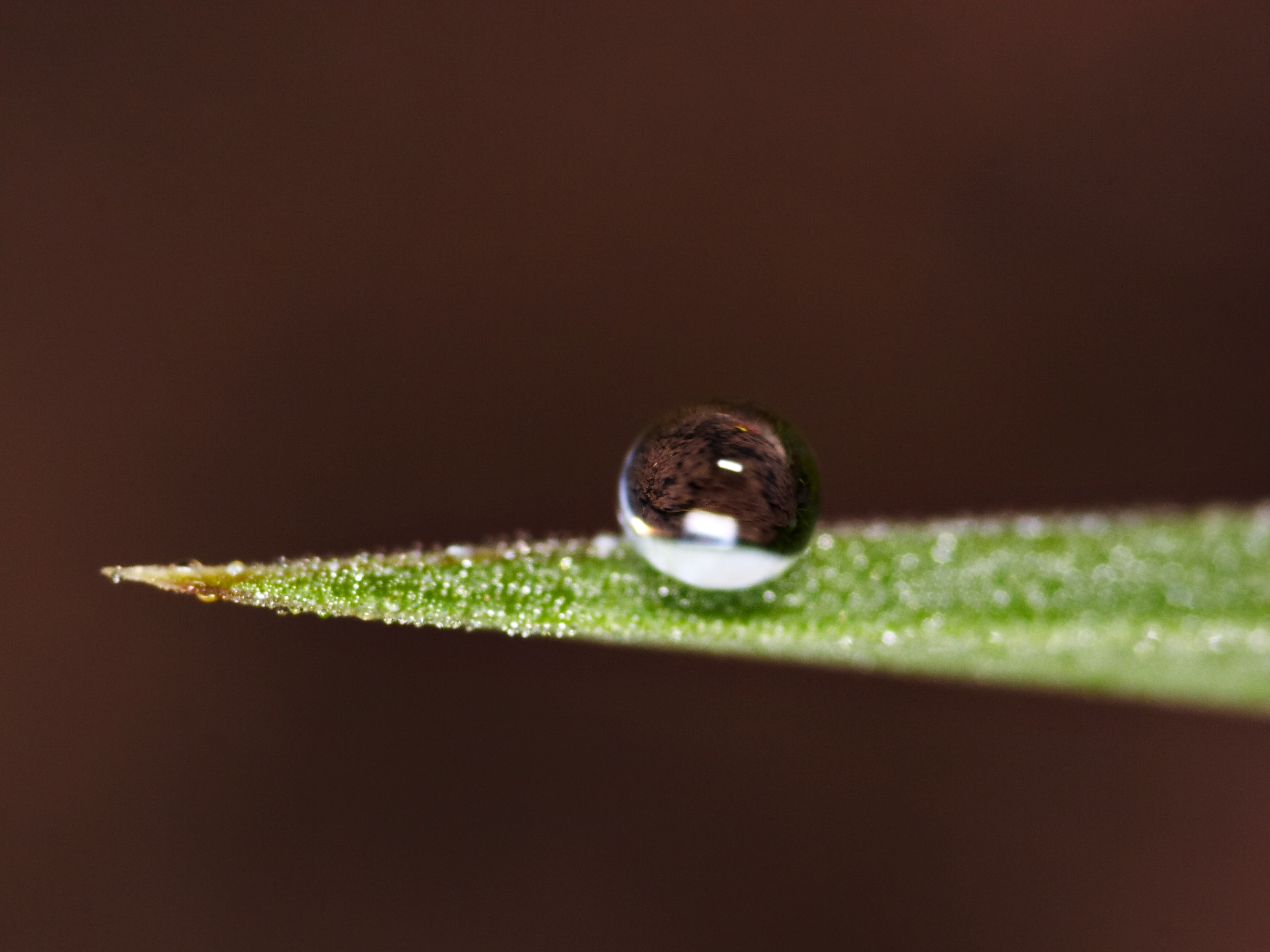
Краплина роси на листку має майже сферичну форму

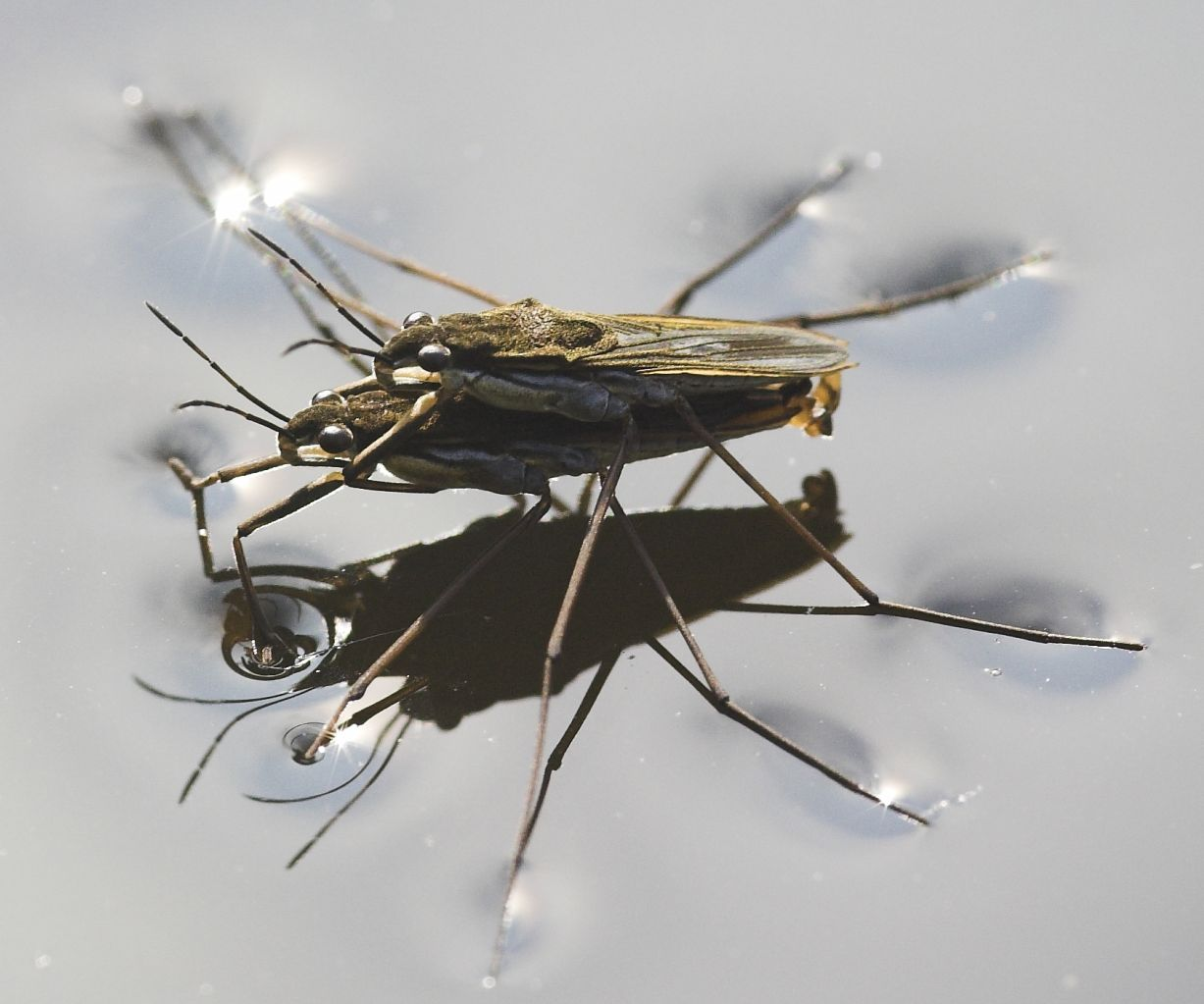
Комахи на поверхні води

Поверхне́вий на́тяг — фізичне явище, суть якого полягає в прагненні рідини скоротити площу своєї поверхні при незмінному об'ємі.

## Загальний опис
Характеризується коефіцієнтом поверхневого натягу.
Завдяки силам поверхневого натягу краплі рідини приймають максимально близьку до сферичної форми, виникає капілярний ефект, деякі комахи можуть ходити по воді.
Поверхневий натяг виникає як у випадку поверхні розділу між рідиною й газом, так і у випадку поверхні розділу двох різних рідин.
Своєю появою сили поверхневого натягу завдячують поверхневій енергії.
Для зменшення сил поверхневого натягу використовуються поверхнево-активні речовини.

## Тиск під викривленою поверхнею
Поверхневий натяг призводить до появи додаткового тиску під викривленою поверхнею рідини. Цей тиск визначається рівнянням Юнга-Лапласа
{\displaystyle \Delta P=\sigma \left({\frac {1}{R_{x}}}+{\frac {1}{R_{y}}}\right)},
де {\displaystyle R_{x}} і {\displaystyle R_{y}} — два локальні радіуси кривизни поверхні, {\displaystyle \sigma } — коефіцієнт поверхневого натягу.

## Термодинаміка
Робота, необхідна для збільшення поверхні рідини:
{\displaystyle \delta A\ =\ -\sigma dS}
Зміна вільної енергії дорівнює роботі, виконаній над тілом при ізотермічному процесі. Звідти при постійних температурі та тиску, маємо
{\displaystyle \sigma =\left({\frac {\partial F}{\partial S}}\right)_{T,P}}
де {\displaystyle \scriptstyle F} є вільною енергію, а {\displaystyle \scriptstyle S} є площею поверхні.
Вільна енергія визначається з рівняння {\displaystyle \scriptstyle F\ =\ H\ -\ TE}, де {\displaystyle \scriptstyle H} це — ентальпія та {\displaystyle \scriptstyle E} це — ентропія. З цього ми можемо отримати значення частинної похідної ентропії по температурі:
{\displaystyle \left({\frac {\partial S}{\partial T}}\right)_{S,P}=-E^{S}}
Бачимо, що поверхнева енергія (на відміну від вільної поверхневої енергії) залежить не лише від коефіцієнту поверхневого натягу, а також від його похідної за температурою. Це видно у рівнянні:
{\displaystyle H^{S}\ =\ \sigma -T\left({\frac {\partial \sigma }{\partial T}}\right)_{P}}

## Табличка для різних рідин
Дані наведені у дин/см = 10−3 Н/м (при температурі 20 °C)
| Азотна кислота 70%  | 59,4  |
| Анілін              | 42,9  |
| Ацетон              | 23,7  |
| Бензол              | 29,0  |
| Вода                | 72,86 |
| Гліцерин            | 59,4  |
| Нафта               | 26    |
| Ртуть               | 465   |
| Сірчана кислота 85% | 57,4  |
| Етиловий спирт      | 22,8  |
| Оцтова кислота      | 27,8  |
| Етиловий ефір       | 16,9  |

Сигма=Fпр/s

## Документальні фільми
- Дивовижний світ бульбашок (2013) (англ. Pop! The Science of Bubbles)